# El comerciant
El comerciant (títol original en llatí: Mercator) és una obra de teatre de Plaute.

## Argument
El vell avar Demifó envia el seu fill Carín a Rodes perquè duu una vida poc recomanable. Allà, el jove s'enamora d'una prostituta, Pasicompsa, i torna a Atenes. El seu pare s'enamora d'ella i, quan el jove se n'adona, li diu que és una esclava que ha comprat per a la seva mare. Demifó l'amaga a casa del seu veí, Lisímac, aprofitant que la seva dona és al camp. De sobte, la dona del veí, Doripa, hi torna i l'acusa d'infidelitat. Al final, tota la trama es descobreix i la dona fa les paus amb el seu marit, però abans els dos vells són burlats.